# High School Musical em quadrinhos
High School Musical em quadrinhos refere-se às inúmeras séries de histórias em quadrinhos baseadas na franquia de  filme homônima, lançadas no Brasil pela Editora Abril na revista oficial da franquia. Diferente dos filmes, As histórias foram produzidas na Itália, país com tradição em produção de quadrinhos Disney.

## Primeira temporada
- Lançada no dia 28 de dezembro de 2007.
- Um arco de história em 6 episódios.
- Episódio 1: "O Novo Musical".
- Lançado em:Dezembro de 2007.

A sra. Darbus faz um novo musical que será baseado na época dos impressionistas. Sharpay logo se candidata mas Troy e Gabriella também decidem fazer o teste para o musical.Ryan foi eleito coreógrafo do musical.Mas no dia da audição principal o eleito para ser Jean Luc foi Troy e Sharpay para ser Simone,a mocinha do musical.Troy não queria fazer,só se fosse Gabriella a estrela. Mas ela vira co-diretora e conta com o apoio dos amigos.
- Episódio 2:" A Batalha dos ensaios".
- Lançado em:Janeiro de 2008

Troy e Gabriella têm o mesmo sonho, que termina, com um beijo.Ambos querem contar isso um por outro mas nunca dá tempo por causa dos ensaios.Gabriella se dá conta de que ser co-diretora é muito trabalhoso,Sharpay dá pitis pois ela quer a peça todinha só pra ela e tem medo que Troy e Gabriella atrapalhem tudo.Enquanto isso os Wildcats disputam para ver quem é melhor: Os homens ou as mulheres.Troy dá pouca importância a Gabriella e isso entristece a garota.
- Episódio 3:"Espírito dos bastidores".
- Lançado em:Março de 2008

Taylor fica obcecada por ser a produtora do musical e desconta tudo em Chad.Troy não se concentra nos ensaios pois estava brigado com Gabriella e eles quase lhe contam o sonho.Chad sem querer joga uma torta na cara de Taylor. Troy pede para que Gabriella cante no musical.Chad e Taylor se beijam.
- Episódio 4:"Um bom passo de Jazz!".
- Lançado em:Abril de 2008

Ryan está sem inspiração no musical e vai junto com Kelsi e Martha buscar estilos de dança.Troy e Gabriella brigam de vez. O Cenário do musical desaba por causa das goteiras.
- Episódio 5:"Estamos todos juntos nessa".
- Lançado em:Maio de 2008

Os Wildcats se juntam para refazer um novo cenário. Zeke faz um bolo para Sharpay.Chad e Taylor tentam reconciliar Troy e Gabriella.
- Episódio 6:"Algo Nosso".
- Lançado em:Junho de 2008.
- Este é o último episódio da primeira temporada.

Troy e Gabriella se reconciliam. O Palco do musical é reconstruído. O musical é um sucesso. Troy e Gabriella contam o final do sonho e se beijam.

## Segunda Temporada
- Lançada no dia 20 de Outubro de 2008.
- Episódio 1:"O Anúncio".
- Lançado em:Outubro de 2008

Troy sonha com férias,mas eles ainda têm muitas aulas.A sra.Darbus faz o anúncio de que a escola irá fazer o levantamento de fundos para escolas primárias.Ela divide a classe em duas equipes:A de Chad(para surpresa de todos) e claro, a de Sharpay.Chad e Sharpay vivem rivalizando.Chad cria a equipe:"superamigos de Chad"com Chad,Troy Gabriella Taylor e Kelsi. Já Sharpay cria "Os Super astros do jogo" com Sharpay, Ryan,Martha,Zeke e Jason.
- Episódio 2:"Dia do esporte".
- Lançado em:Novembro de 2008

É o dia do esporte e as equipes de Sharpay e Chad competem.A equipe vencedora por poucos pontos é a equipe de Chad.